# Le grand soir (muziek)
Le grand soir is een muzieknummer van Nuno Resende. Het was tevens het nummer waarmee hij België vertegenwoordigde op het Eurovisiesongfestival 2005 in de Oekraïense hoofdstad Kiev. Hij trad aan in de halve finale, waar hij 22ste op 25 deelnemers werd, met 29 punten. Hierdoor kwalificeerde hij zich niet voor de finale: daarvoor was een top tienplacering vereist.

## Resultaat halve finale
| Plaats | Land       | Artiest           | Lied               | Punten |
| ------ | ---------- | ----------------- | ------------------ | ------ |
| 21     | Oostenrijk | Global Kryner     | Y así              | 30     |
| 22     | België     | Nuno Resende      | Le grand soir      | 29     |
| 23     | Andorra    | Marian van de Wal | La mirada interior | 27     |